# National Park Service
National Park Service (NPS) er en føderal styrelse i USA, som bestyrer landets nationalparker, et stort antal nationale monumenter foruden bevaringsværdige eller historiske bygninger. 
Styrelsen blev oprettet den 25. august 1916 af Kongressen gennem loven National Park Service Organic Act, som havde det formål at "[...] bevare landskabet og de naturskabte og historiske objekter og dyreliv for derved at give mulighed for at nyde samme på en sådan måde at de efterlades intakte til glæde for kommende generationer."
NPS forvalter nationalparkerne, som der er 58 af. Af andre forvaltningsområder kan nævnes: 
- Nationale monumenter
- Historiske Parker
- Nationale Memorials
- Historiske veje og stier
- National Arv-områder
- Nationale rekreative områder
- Nationale smukke og utæmmede floder
- Nationale søbredder
- Nationale kyster
- Nationale slagmarker og militære parker
- Udvalgte kirkegårde